# Beloglottis boliviensis
Beloglottis boliviensis är en orkidéart som beskrevs av Rudolf Schlechter. Beloglottis boliviensis ingår i släktet Beloglottis och familjen orkidéer. Inga underarter finns listade i Catalogue of Life.